# はっさい先生
『はっさい先生』（はっさいせんせい）は、1987年（昭和62年）10月5日から1988年（昭和63年）4月2日まで放送されたNHK連続テレビ小説第39作である。
大阪制作としては本作が、昭和最後の作品。

## 概要
『坊つちやん』の女性版といえるストーリーで、「はっさい」とは、古い大阪弁で「おてんば」を意味する。
東京出身のヒロインが、男子しかいない大阪府立の旧制中学校（5年制中等教育機関で、現学校制度では高等学校に相当）の教師として、男尊女卑の雰囲気や言葉・文化の違いを乗り越えて理想の教育を求めて走る姿を描く。
舞台地は大阪市の上本町、東京都の浅草（出身地）、滋賀県の近江八幡（疎開先）である。
ドラマに登場する（旧制）上本町中学のモデルは府立高津中学校（現・大阪府立高津高等学校）であり、一部ロケーション撮影も高津高校で行われた。
ヒロインも高津中学に実在した女性英語教師をモデルにしており、ストーリーも府立清水谷高等女学校（現・大阪府立清水谷高等学校）から高津中学に赴任後の奮闘ぶりを基に描かれている。
1987 - 1988年の平均視聴率は38.1%、最高視聴率は44.5%（関東地区、ビデオリサーチ調べ）。
放送ライブラリーでは第1回が公開。

## 出演
早乙女翠 → 鶴岡翠
演 - 若村麻由美
鶴岡亀吉（鶴亀さん）
演 - 渡辺徹
翠の夫。
早乙女辰吉
演 - 井川比佐志
翠の父。
早乙女たき
演 - 小林千登勢
翠の母。
校長・伴平九郎
演 - 中村嘉葎雄
教頭・香坂
演 - 大竹修造
同僚・月岡冴子
演 - 平淑恵
同僚・成島冬彦
演 - 益岡徹
「森庄」のご寮さん・絹
演 - 眞野あずさ
絹の夫・森庄助
演 - 岸部一徳
庄助の母・ふで
演 - 津島恵子
番頭・清七
演 - 寺下貞信
その他
演 - 尾藤イサオ、桂小米朝、辰巳琢郎、金内喜久夫、中島葵、西岡慶子、宮田圭子、山内圭哉、正司照枝、小川輝晃

## スタッフ
- 脚本 - 高橋正圀[2][5]
- 音楽 - 南安雄[2][5]
- 演奏 - 大阪フィルハーモニー交響楽団
- 制作 - 八木雅次[2][5]
- 美術 - 田坂光善[2]、稲葉寿一[5]
- 効果 - 加藤正孝[2][5]
- 技術 - 山本賢治[2][5]
- 撮影 - 仲野善隆[5]
- 照明 - 河原勝人[5]
- 音声 - 岡本正男[5]
- 演出 - 江口浩之[2][5]、菅野高至、竹本稔、大津山潮、小松隆[2]、上田信[2]、阪本洋三
- 語り - 樫山文枝[2][5]
- プロデューサー - 土居原作郎